# World TeamTennis
World TeamTennis è stata una competizione sportiva professionistica di tennis a squadre, composte da giocatori e giocatrici, che veniva disputata in U.S.A. e alla quale partecipavano 9 formazioni in rappresentanza di altrettante città: questa competizione iniziò nel 1973 e terminò nel 2021.

## Storia
Questa lega di squadre fu fondata nel 1973 da Dennis Murphy (fondatore anche della World Hockey Association), Dick Butera, Fred Barman (agente teatrale di Hollywood), Jordan Kaiser e Larry King, che all'epoca era il marito di Billie Jean Moffitt, poi i due divorziarono nel 1987. Un primo formato della lega debuttò nel maggio 1974 con 16 squadre e terminò l'attività nel 1978.
In origine, il formato della lega prevedeva un campo colorato senza righe, una stagione di 44 incontri nonché squadre formate da almeno 2 uomini e 2 donne che giocavano 5 partite sulla distanza di un solo set senza vantaggi. Si disputavano sfide sia in singolare (maschile e femminile) che in doppio (maschile, femminile e misto).
Hanno preso parte a questo torneo campioni del calibro di Billie Jean King, Rod Laver, Björn Borg, Chris Evert, John McEnroe, Evonne Goolagong, Jimmy Connors, Martina Navrátilová, Andre Agassi, Pete Sampras, Michael Chang, Lindsay Davenport e Kim Clijsters. Questa fu la prima esperienza di sport professionistico per Jerry Buss (poi proprietario dei Los Angeles Lakers e dei Los Angeles Kings) e per Bob Kraft (proprietario dei New England Patriots).
Elton John scrisse l'inno per i "Philadelphia Freedoms" e la nazionale sovietica divenne la prima squadra di quella confederazione a partecipare ad una lega statunitense.
Nel 1981, tre anni dopo la sua scomparsa, la lega venne riallestita come TeamTennis e da allora ha coinvolto squadre fra un minimo di quattro ed un massimo di dodici a stagione fino ad oggi.  Nel 1992 il nome fu cambiato in  World TeamTennis (WTT).
Billie Jean King divenne commissioner nel 1984 dopo il suo ritiro, lasciando poi la carica nel febbraio 2001 a Ilana Kloss, che la detiene tuttora.

## Squadre
| Eastern Conference     | Eastern Conference | Eastern Conference                                |
| Squadra                | Città              | Stadio                                            |
| ---------------------- | ------------------ | ------------------------------------------------- |
| Boston Lobsters        | Middleton, MA      | Joan Norton Stadium at the Ferncroft Country Club |
| New York Sportimes     | New York, NY       | Sportime Stadium                                  |
| Philadelphia Freedoms  | Villanova, PA      | The Pavilion                                      |
| Washington Kastles     | Washington         | Kastles Stadium at The Wharf                      |
| Western Conference     |                    |                                                   |
| Kansas City Explorers  | Kansas City, MO    | Barney Allis Plaza                                |
| Orange County Breakers | Irvine, CA         | Bren Events Center                                |
| Sacramento Capitals    | Citrus Heights, CA | Capitals Stadium at Sunrise Mall                  |
| Springfield Lasers     | Springfield, MO    | Cooper Tennis Complex                             |

## Albo d'oro
- 1974 Denver Racquets 55, Philadelphia Freedoms 45
- 1975 Pittsburgh Triangles 74, San Francisco Golden Gaters 65
- 1976 New York Sets 91, San Francisco Golden Gaters 57
- 1977 New York Apples 55, Phoenix Racquets 39
- 1978 Los Angeles Strings 108, Boston Lobsters 93
- 1979-1980 Play suspended
- 1981 Los Angeles Strings
- 1982 Dallas Stars 27, Phoenix Sunsets 22
- 1983 Chicago Fyre
- 1984 San Diego Buds 30, Long Beach Breakers 13
- 1985 San Diego Buds 25, St. Louis Slims 24
- 1986 San Antonio Racquets 25, Sacramento Capitols 23
- 1987 Charlotte Heat 25, San Antonio Racquets 20
- 1988 Charlotte Heat 27, New Jersey Stars 22
- 1989 San Antonio Racquets 27, Sacramento Capitols 25
- 1990 Los Angeles Strings 27, Raleigh Edge 16
- 1991 Atlanta Thunder 27, Los Angeles Strings 16
- 1992 Atlanta Thunder 30, Newport Beach Dukes 17
- 1993 Wichita Advantage 26, Newport Beach Dukes 23
- 1994 New Jersey Stars 28, Idaho Sneakers 25
- 1995 New Jersey Stars 28, Atlanta Thunder 20
- 1996 St. Louis Aces 27, Delaware Smash 16
- 1997 Sacramento Capitals
- 1998 Sacramento Capitals 30, New York OTBzz 13
- 1999 Sacramento Capitals 23, Springfield Lasers 15
- 2000 Sacramento Capitals 21, Delaware Smash 20
- 2001 Philadelphia Freedoms 20, Springfield Lasers 18
- 2002 Sacramento Capitals 21, New York Buzz 13
- 2003 Delaware Smash 21, Sacramento Capitals 14
- 2004 Newport Beach Breakers 23, Delaware Smash 17
- 2005 New York Sportimes 21, Newport Beach Breakers 18
- 2006 Philadelphia Freedom 21, Newport Beach Breakers 14
- 2007 Sacramento Capitals 24, New York Buzz 20
- 2008 New York Buzz 21, Kansas City Explorers 18
- 2009 Washington Kastles 23, Springfield Lasers 20
- 2010 Kansas City Explorers 21, New York Sportimes 18
- 2011 Washington Kastles 23, St. Louis Aces 19
- 2012 Washington Kastles 20, Sacramento Capitals 19
- 2013 Washington Kastles 25, Springfield Lasers 12